# Kyōsuke Matsuyama
Kyōsuke Matsuyama (松山恭助?, Matsuyama Kyōsuke; 19 dicembre 1996) è uno schermidore giapponese, specializzato nel fioretto.

## Palmarès
- Giochi olimpici

Parigi 2024: oro nel fioretto a squadre.
- Mondiali

Milano 2023: oro nel fioretto a squadre, bronzo nel fioretto individuale.
- Campionati asiatici

Wuxi 2016: bronzo nel fioretto a squadre.
Bangkok 2018: bronzo nel fioretto a squadre.